# Versorgungsforschung
Versorgungsforschung ist ein Teilgebiet der Gesundheitssystemforschung, das an der Schnittstelle von klinischer, psychologischer, sozialwissenschaftlicher, wirtschaftswissenschaftlicher und rechtswissenschaftlicher Forschung angesiedelt ist.
Die Versorgungsforschung nimmt den Alltag der Gesundheitsversorgung, konkret die Organisation, die Steuerung und die Finanzierungsfragen der Kranken- und Gesundheitsversorgung in den Blick. Auf der Mikroebene des Gesundheitssystems bezieht sich die Versorgungsforschung insbesondere auf die Krankenhäuser, Arztpraxen oder einzelne Technologien im Gesundheitswesen.

## Forschungsgegenstände
Gegenstand der Versorgungsforschung ist die Kranken- und Gesundheitsversorgung. Andere Faktoren wie die intermediären Institutionen (Krankenkassen, Ärzteverbände etc.) und die nationale Gesundheitspolitik, die diese Versorgung langfristig mitprägen, sind nicht direkt Gegenstand der Forschung. Sie gehen jedoch als Rahmenbedingungen der konkreten Krankenversorgung in die wissenschaftliche Untersuchung ein.
Unter Krankenversorgung wird die Betreuung, Pflege, Diagnose, Behandlung und Nachsorge eines kranken Menschen durch medizinisches und nicht-medizinisches Personal im Rahmen gesellschaftlich legitimierter Institutionen der Krankenversorgung verstanden. Dies schließt alle medizinischen und nicht-medizinischen Einrichtungen ein, die ihre Leistungen über die gesetzlichen Krankenkassen und Private Krankenversicherungen abrechnen können. Die Krankenversorgung unterteilt sich in eine medizinische Versorgung und eine psychosoziale Versorgung. Der Begriff der Gesundheitsversorgung ist weitergehend und umfasst nicht nur alle Formen der Krankenversorgung, sondern auch alle Formen individuumszentrierter Prävention und Gesundheitsförderung, die durch medizinische und nicht-medizinische Einrichtungen erbracht werden.
Unter wissenschaftlichen Gesichtspunkten wird Versorgungsforschung als eine grundlagen- und problemorientierte, fachübergreifende Forschung definiert, welche die Kranken- und Gesundheitsversorgung und ihre Rahmenbedingungen beschreibt, kausal erklärt und aufbauend darauf Versorgungskonzepte entwickelt, deren Umsetzung begleitend erforscht und unter Alltagsbedingungen evaluiert.

## Typische Fragestellungen
Beispiele für Fragestellungen der Versorgungsforschung sind
- der Nutzen neuer diagnostischer Methoden,
- die richtige Anwendung neuer und alter Arzneimittel und Impfstoffe,
- die Verwendung medizinischer Hilfsmittel (z. B. Kuren, Geräte) in der Praxis und deren Risiken,
- die ökonomischen Vor- und Nachteile der Behandlung mit Medikamenten, Impfstoffen und physikalischen Maßnahmen (Kuren, Diäten),
- die Frage der kostensparenden Wiederverwendung medizinischer Geräte und
- ungerechtfertigte Unterschiede in der Versorgung

Das letztgenannte Thema war in Deutschland lange Zeit unbeliebt, 2011 gab es jedoch von drei verschiedenen Organisationen Ansätze, Transparenz zu schaffen: Erst veröffentlichte das Zentralinstitut für die kassenärztliche Versorgung den Versorgungsatlas, dann die Bertelsmann Stiftung den Faktencheck Gesundheit und schließlich das Wissenschaftliche Institut der AOK den Krankenhaus-Report 2012 mit dem Schwerpunkt Regionalisierung.

## Projekte und Programme
Mittlerweile existieren in Deutschland zahlreiche Projekte und Programme zur Förderung der Versorgungsforschung und Übertragung von Forschungsergebnissen in die Routineversorgung.
Hierzu gehören unter anderem: der Innovationsfonds, getragen vom Gemeinsamen Bundesausschuss; Förderprogramme des Bundesministeriums für Gesundheit, Versorgungsforschung und Public-Health-Forschung der Deutschen Forschungsgemeinschaft sowie das Deutsche Netzwerk Versorgungsforschung (DNVF).